# Лејкс ов д Норт (Мичиген)
Лејкс ов д Норт (енгл. Lakes of the North) насељено је место без административног статуса у америчкој савезној држави Мичиген.

## Демографија
По попису из 2010. године број становника је 925.
| Група             | 2000.    | 2010.       |
| Белци             | 0 (0,0%) | 895 (96,8%) |
| Афроамериканци    | 0 (0,0%) | 3 (0,3%)    |
| Азијати           | 0 (0,0%) | 2 (0,2%)    |
| Хиспаноамериканци | 0 (0,0%) | 15 (1,6%)   |
| Укупно            | 0        | 925         |